# Gasteracantha cuspidata
Gasteracantha cuspidata là một loài nhện trong họ Araneidae.
Loài này thuộc chi Gasteracantha. Gasteracantha cuspidata được Carl Ludwig Koch miêu tả năm 1837.